# Listă de zei din mitologia mayașă

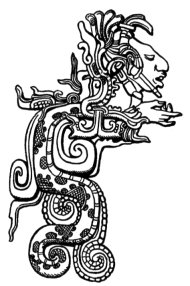
Kukulkan pe un basorelief de la Yaxchilan.

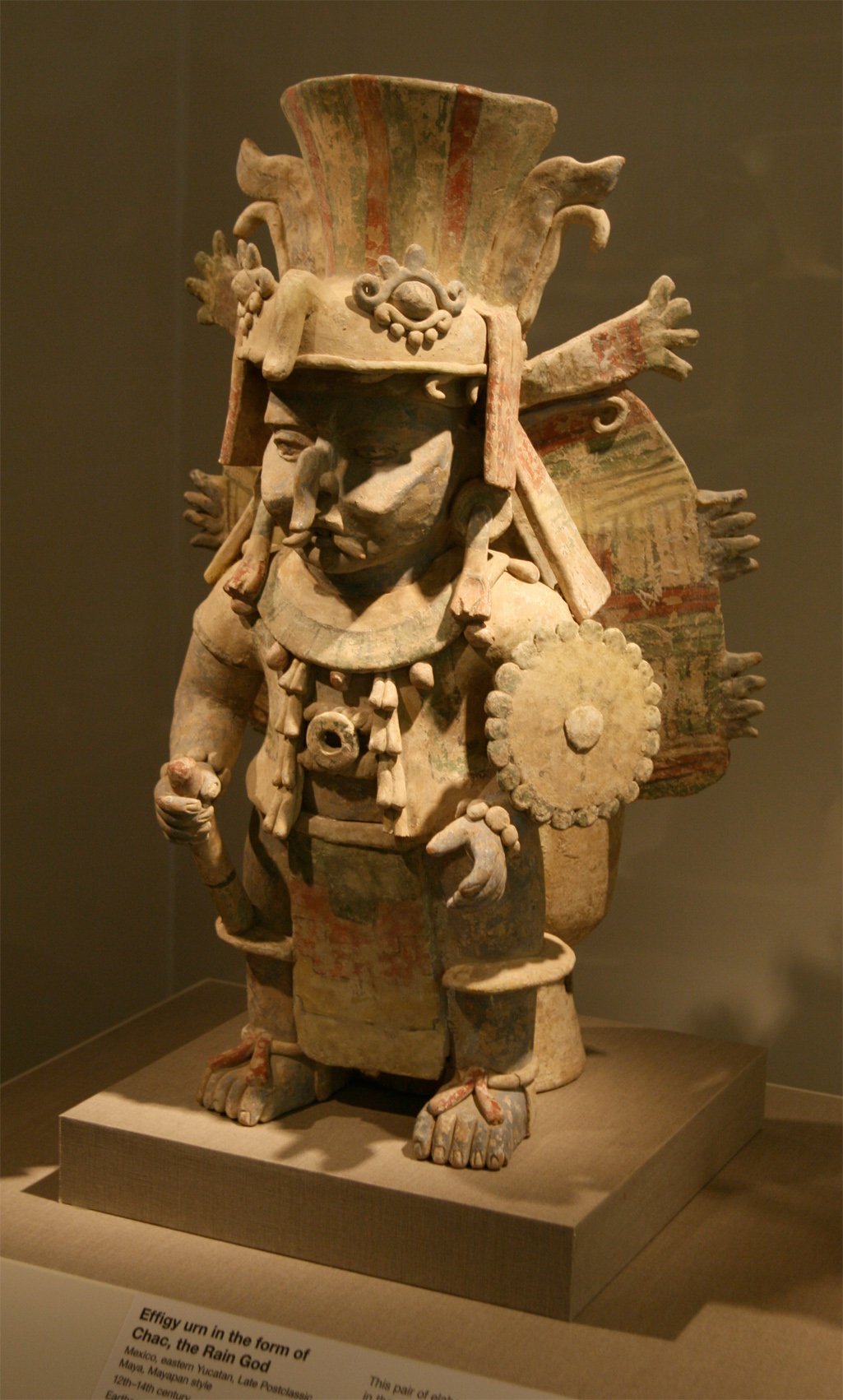
Efigiu, o urnă din faianţă (un arzător de tămâie) reprezentând pe Chac, sec. XII- XIV.

Detaliu de pe pagina 2 a Codexului Dresden

Această listă cu ființe supranaturale din cultura mayașă este alcătuită pe baza mai multor surse:
- Chilam Balam (CHB),
- Etnografia Lacandon (LAC)
- Landa (L)
- Popol Vuh (PV).

În funcție de surse numele este Yucatec sau Quiche. Între "*" este indicată prescurtarea sursei, iar între paranteze apar echivalențele zeității din clasificarea codată Schellhas-Zimmermann-Taube.

## A
Acan
Patronul bețivilor. . El este identificat cu băutura locală balché, produsă prin fermentatarea mierei la care se adăugă scoarță din copacul balché. Numele lui înseamnă geamăt.
Ah Chuy Kak
Un zeu al războiului.
Ah Ciliz
Zeul eclipselor de soare.
Ah Mun *CHB*
O denumire pentru Zeul recoltei porumbului.
Ah Muzencab
Zeul albinelor.
Ah Pekku
Zeul tunetului.
Ah Puch
Zeul morții
Ah Tabai
Zeul vânătorii.
Ah Uuc Ticab
Zeul pământului.
Ahau Chamahez
Zeul medicinei.
Ajbit *PV*
Unul dintre cei treisprezece zei creatori care a ajutat la crearea omenirii din porumb.
Ajtzak *PV*
Unul dintre cei treisprezece zei creatori care a ajutat la crearea omenirii din porumb.
Akna
Înseamnă mama noastră, un titlu foarte general aplicat, printre altele, la zeițele fertilității și zeițele nașterii.
Alom *PV*
Un zeu al cerului si una dintre divinități creatoare care au participat la ultimele două încercări de a crea umanitatea.

## B

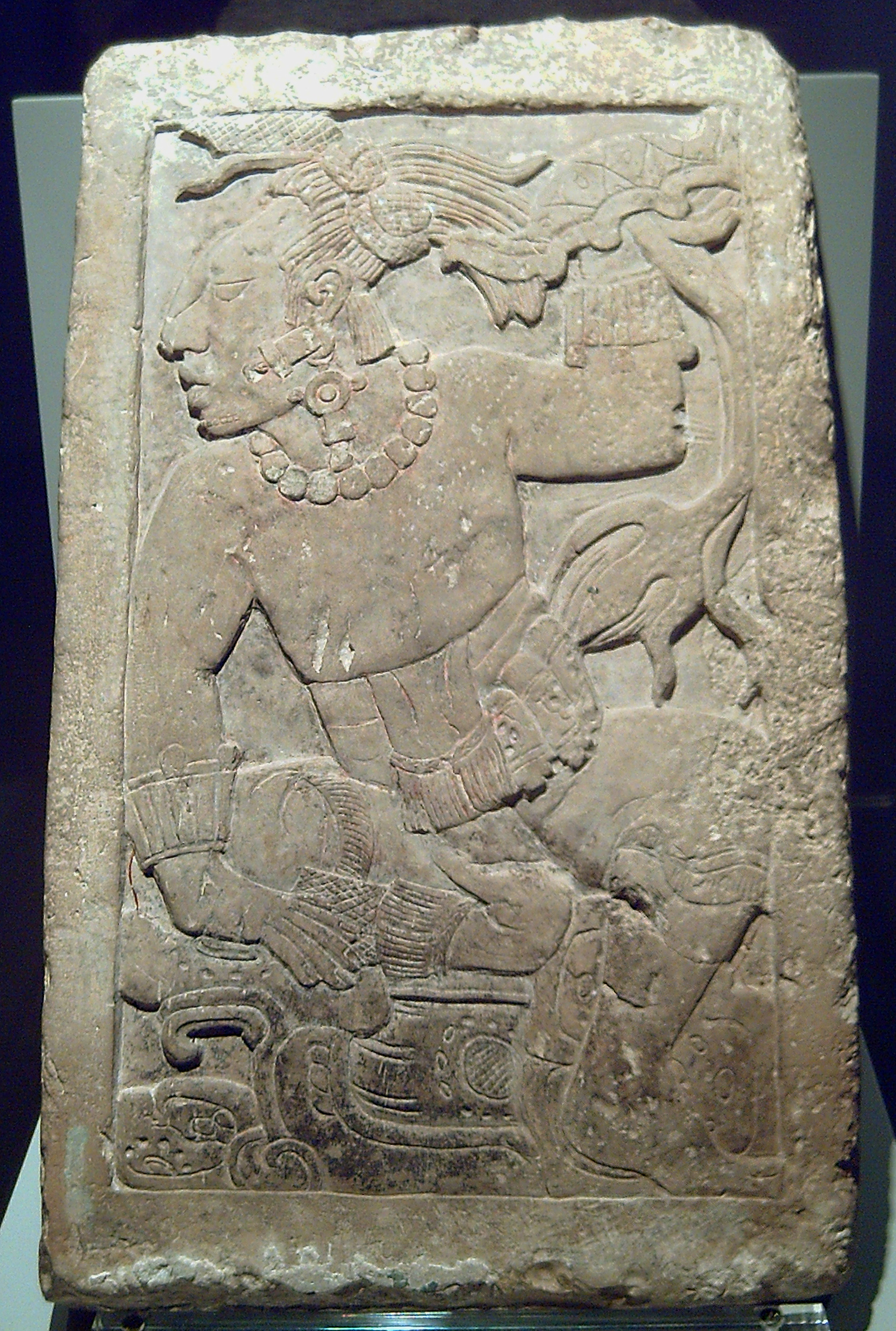
Suportul tronului din Palenque care înfățișează un om interpretând un Bacab, (Muzeul Americii din Madrid, Spania).

Bacab *L* [god N]
Vechi zei ai interiorului pământui și ai tunetelor, purtătorii cerului, patru zei frați.
Balam
Oricine din grupul de zei jaguar care au protejat oamenii și  comunitățile lor
Bitol *PV*
Un zeu al cerului și unul din zeitățile creatoare care au participat la ultimele două încercări de creare a omenirii.
Bolon Ts'akab (Dzacab) *L* (Zeul K)
Ah Bolon Dzacab 'Generațiile Nenumarate', zeul fulgerului, patron al recoltei și a semințelor.
Bolontiku *CHB*
Un grup de nouă zei din lumea cealaltă.
Buluc Chabtan (Zeul F)
Un zeu al războiului..

## C
Cabrakan *PV*
Un zeu al munților și cutremurelor. Este unul din fii lui Vucub Caquix și Chimalmat.
Cacoch *LAC*
Un zeu creator.
Camazotz *PV*
Zeu liliac, a încearcat să-i omoare pe eroii gemeni.
Can Tzicnal *L*
Bacabul din nord, de culoare albă, fiul lui Itzamna și Ixchel.
Chac *L*
Zeul ploii și al tunetului.
Chac Uayab Xoc *L*
Un zeu pește și zeitatea patron a pescarilor. El binecuvânteză capturile lor, dar, de asemenea, îi mănâncă în cazul în care se îneacă.
Chicchan
Un grup de patru zei ai ploii Chorti care trăiesc în lacuri și fac nori de ploaie din apa acestor lacuri. Fiecare dintre zeii ploaie a fost asociat cu un punct cardinal, la fel ca Bacabii. Chiccan este, de asemenea, numele unei zile în ciclul Tzolkin al calendarului Maya.
Cit-Bolon-Tum
Un zeu al medicinei și al vindecării.
Chimalmat *PV*
Un gigant care, împreună cu Vucub Caquix, a născut pe Cabracan și Zipacna.
Cizin
Un zeu al morții ce locuiește în Metnal, lumea cealaltă, lumea subterbană sau lumea de dincolo.
Colel Cab
Amanta lui Bees.
Colop U Uichkin *RITUAL OF THE BACABS*
O zeitate a eclipsei.
Coyopa
Un zeu al tunetului și frate cu Cakulha.
Cum Hau
Un zeu al morții si al lumii de dincolo (Metnal).

## E
Ekchuah
De asemena denumit și Ek Chuah, "șeful negru al războiului", era zeul patron al războinicilor și al negustorilor, descris ca fiind cel ce  poartă o povară pe umăr, de obicei o blană de jaguar.
În artă el era reprezentat ca un om cu pielea închisă la culoare, cu cercuri în jurul ochilor, cu o coadă de scorpion și buză inferioară mărită.  La începutul studiilor moderne ale artei maiașe și iconografiei sale, el a fost denumit/clasificat drept zeu M până când identitatea sa a fost ferm stabilită.

## G
Gucumatz *PV*
Zeul șarpe cu pene și creator. Descrieri cu zeități șerpi cu pene sunt prezente și în alte culturi din Mezoamerica. Este strâns legat de Kukulkan care apare în tradițiile poporului maiaș Quiche (K'iche) și echivalentul zeului aztec, Quetzalcoatl.

## H

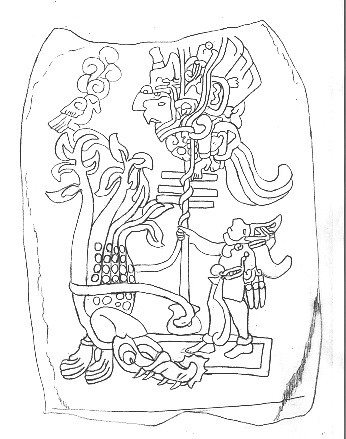
Hun-Ahpu ucigând pasărea demon Vucub Caquix.

Hacha'kyum *LAC*
Venerat de poporul Lacandon ca o zeitate protectoare..
Hobnil *L*
Bacabul estului.
Hozanek *L*
Bacabul sudului.; elementul ek din nume se poate referi la o stea sau la o constelație.
Hun Came *PV*
Un zeu al morții. Numele său se traduce: O Moarte.
Hun Hunahpu *PV*
Este patronul meșteșugurilor și al scriitorilor, tatăl al celor doi gemeni eroi maiași, Hun-Ahpu și Xbalanque. El a fost decapitat în Xibalba de către zeul morții. Fii lui gemeni i-au răzbunat moartea.
Hunab Ku
Zeu identic cu Itzamna, este cel mai mare zeu din cultura maiașă Yucatec; sau cel mai abstract zeu superior. Se traduce: Zeul Unic
Hun-Ahpu *PV*
Unul din eroii gemeni.
Hunahpu-Gutch *PV*
Unul din cei treisprezece zei creatori care a ajutat la crearea umanității.
Hunahpu Utiu *PV*
Unul din cei treisprezece zei creatori care a contribuit la crearea umanității.
Hun-nal-ye
Ipotetică citire hieroglifică a numelui clasicului zeu al recoltei pământului
Huraqan *PV*
Unul dintre cei trei zei ai fulgerelor, denumiți generic Inima Cerului care acționează în calitate de creatori ai lumii. Se traduce  ca Un-(Singur)-Picior. De la numele acestui zeu provine cuvântul huragan.

## I
Itzamna
Fondatorul culturii Maya, el și-a învățat poporul să crească porumb și cacao, precum și scrisul, calendarul (astronomia) și medicina. Este menționat ca fiind tatăl celor patru Bacabi. În strânsă legătură cu Kinich Ahau și Hunab Ku. Orașul Izamal a fost sacru pentru el.
Itzananohk'u
Un patron al poporului Lacandon.
Ixbalanque > Xbalanque
Ixchel *L* [Zeiță O]
Zeița Jaguar a nașterii și medicinei.
Ixmucane
Unul dintre cei treisprezece zei creatori care a ajutat la crearea umanității.
Ixpiyacoc
Unul dintre cei treisprezece zei creatori care a ajutat la crearea umanității.
Ixtab *L*
Zeița sinuciderii.
Ixazaluoh
O zeiță a apelor și valurilor.

## K
Kauil (Kawil, K'awiil)
Este nume de familie; probabil că nu are sensul de mâncare ci puternic. Se presupune că este numele clasic al zeului K (Bolon Dzacab). Titlu atestat pentru Itzamna, Uaxac Yol și Amaite Ku;
Kinich Ahau *L*
Zeitate a soarelui.
Kinich Kakmo
Zeitate a soarelui reprezentată ca un papagal Macaw, patron al orașului Izamal (Yucatan).
Kukulkan
În perioada clasică maiașă era zeul șarpe cu pene al războiului. Vezi și Gucumatz.

## N
Nohochacyum *LAC*
Un zeu creator-distrugător, zeitatea cea mai importantă a poporului Lacandon. Numele lui înseamnă Domnul nostru adevărat. Este fratele zeului Kisin (sau, eventual, al unui alt zeu al cutremurelor cunoscut și sub numele de Kisin). Este inamicul jurat al șarpelui lumii Hapikern și se spune că, la sfârșitul zilelor, îl va distruge Hapikern înfășurându-se în jurul lui pentru a-l sufoca. În unele versiuni ale acestei relatări, viața pe pământ este distrusă ca urmare a acestui eveniment. Este, de asemenea, fratele lui Xamaniqinqu, zeul patron al călătorilor și comercianților.

## O
Oxlahuntiku *CHB*
Nume menționat într-un pasaj escatologic, înseamnă Treisprezece Zei. Posibil zei ai cerului, care se opun lui Bolontiku.

## Q
Qaholom *PV*
Unul din al doilea set de zei creatori.

## T
Tepeu *PV*
Un zeu al cerului și una din divinitățile creatoare care au participat la toate cele trei încercări de a crea umanitatea.
Tohil *PV*
Tohil este numele dat de poporul Quiche pentru Huracan și a fost zeitatea lor patron. Un mare templu dedicat lui se afla în capitală lor antică Q'umarkaj.

## V
Votan
Zeitate legendară ancestrală, Chiapas.
Vucub Caquix *PV*
Un demon pasăre, ucis de Eroii Gemeni, soțul lui Chimalmat, tatăl a doi uriași demoni ai cutremurelor și munților, Cabracan și Zipacna.

## X
Xaman Ek
Zeul călătorilor și negustorilor.
Xbalanque *PV* [god CH]
Unul din eroii gemeni, companionul lui Hun-Ahpu.
Xmucane și Xpiacoc *PV*
Un cuplu de zei creatori care au ajutat la crearea primilor oameni. Ei sunt și părinții lui Hun Hunahpu și Vucub Hunahpu. Ei erau numiți Bunica Zilei, Bunica Luminii, Purtătorii Luminii,având și titluri de moașă și pețitor.

## Y
Yaluk
Unul din patru bunici Mopan ai pământului și zeul șef al fulgerului.
Yum Kaax
Zeu al pădurilor, a naturii sălbatice și al vânătorii.

## Z
Zeul Jaguar *PV*
Zac Cimi *L*
Bacab în vest.
Zipacna *PV*
Personificare demonică. În fiecare dimineață, el încearcă să distrugă stelele și reușeste să gonească câteva sute din ele. El este un fiu al lui Vucub Caquix (Șapte Macaw) și Chimalmat. El și fratele său, Cabracan (cutremur), sunt deseori considerați demoni. Zipacna, la fel ca rudele sale, a fost declarat a fi foarte arogant și violent. Zipacna a fost caracterizat ca un caiman mare și de multe ori lăudat că ar fi creatorul munților. 